# الأرملة الطروب

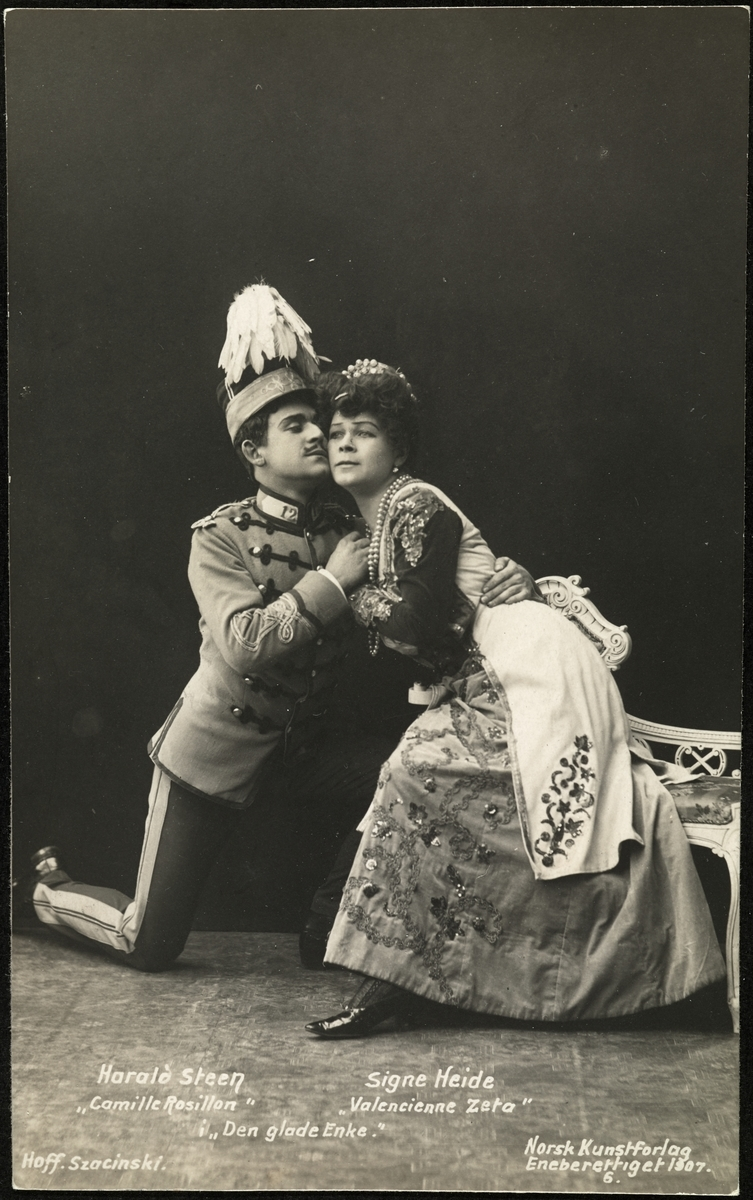

الأرملة الطروب (بالألمانية: Die lustige Witwe)‏ هو أوبريت من تأليف المؤلف الموسيقي النمساوي المجري فرانتس ليهار. اشترك في كتابة قصة الأوبريت كل من فيكتور ليون وليو شتاين، اللذين اقتبسا فكرتها من مسرحية كوميدية عنوانها «الملحق الدبلوماسي» كتبها الكاتب الفرنسي هنري ميلهاك سنة 1861. عُرض الأوبريت للمرة الأولى في مدينة فيينا في 30 ديسمبر 1905، وكان أول عمل لليهار يحقق نجاحًا ضخمًا، حتى أنه كان أشهر أوبريت على الإطلاق في زمنه. وقد اقتبس من هذا الأوبريت عدد من الأفلام بلغات مختلفة. منها فيلم مصري (انظر الأرملة الطروب (فيلم))